# ケン・チョン
ケン・チョン（Ken Jeong,ハングル: 정강조; ハンチャ: 鄭康祖, 1969年7月13日 - ）は、アメリカのスタンダップコメディアン、俳優、プロデューサー。韓国の両親の下、ミシガン州デトロイトで生まれ育った。

## 来歴
アジア系コメディアン、俳優として様々な場面で活躍するチョンは、1969年にミシガン州デトロイトで生まれた。韓国人移民であった父親がノースカロライナ州で大学教授をしていたことから、同州グリーンズボロで育った。
高校ではヴァイオリンとしてオーケストラに参加したり、生徒で結成された協議会メンバーの1人でもあった。16歳で高校を卒業後、デューク大学を経てノースカロライナ大学チャペルヒル校において医学を学ぶ。その後はニューオリンズにあるメディカルセンターで医師として勤務していた。
その後、スタンダップコメディアンとしてステージに立ち始めて才能を発揮。活動の場を広げるためにロサンゼルスへ移ったチョンは、テレビ・映画デビューも果たし、ウィル・フェレル、セス・ローゲンなどの人気コメディアンらと続々共演し、数々のコメディ映画などで活躍している。
2011年公開の『ハングオーバー!! 史上最悪の二日酔い、国境を越える』のプロモーションでは来日こそしなかったものの、TBSのバラエティー番組『あらびき団』にVTRでゲスト出演し、楽しんごとコラボレーションを果たした。その際には、楽しんごの踊りも披露している。
2016年には、第15回アンフォゲッタブル・ガラ（エンターテイメント界のアジア系アメリカ人の先駆者を表彰する賞）のアクター・オブ・ザ・イヤーを受賞した。

## 私生活
現在はベトナム系アメリカ人女性と結婚しており、妻も医師として働いている。双子の娘の父親でもある。

## フィルモグラフィー

### 映画
| 年   | 邦題/原題                                                               | 役名                       | 備考                             | 吹き替え           |
| ---- | ----------------------------------------------------------------------- | -------------------------- | -------------------------------- | ------------------ |
| 2007 | 無ケーカクの命中男/ノックトアップ Knocked Up                            | クニ                       |                                  | TBA                |
| 2008 | 俺たちステップ・ブラザース -義兄弟- Step Brothers                       | 職業紹介所の経営者         |                                  | TBA                |
| 2008 | スモーキング・ハイ Pineapple Express                                    | ケン                       |                                  | TBA                |
| 2008 | ぼくたちの奉仕活動 Role Models                                          | キング・アルゴトロン       |                                  | TBA                |
| 2009 | ハングオーバー! 消えた花ムコと史上最悪の二日酔い The Hangover           | レスリー・チャウ           |                                  | 岡野浩介           |
| 2009 | 迷ディーラー!?ピンチの後にチャンスなし The Goods: Live Hard, Sell Hard  | テディ・ダン               |                                  | （吹き替え版なし） |
| 2009 | ウルトラ I LOVE YOU! All About Steve                                    | アンガス                   |                                  | 佐藤晴男           |
| 2009 | 南の島のリゾート式恋愛セラピー Couples Retreat                          | セラピスト2                |                                  | 佐々木祐介         |
| 2010 | 彼氏と彼女の不都合なセックスのこと! How to Make Love to a Woman         | カーティス・リー           |                                  | TBA                |
| 2010 | アニマル・ウォーズ 森林帝国の逆襲 Furry Vengeance                       | ニール・ライマン           |                                  | 森田健一郎         |
| 2010 | 怪盗グルーの月泥棒 3D Despicable Me                                     | トークショーの司会         | 声の出演                         | TBA                |
| 2010 | ほぼトワイライト Vampires Suck                                          | ダロ                       |                                  | 千葉繁             |
| 2011 | ビッグママ・ハウス3 Big Mommas: Like Father, Like Son                   | 郵便配達人                 | カメオ出演                       | 逢笠恵祐           |
| 2011 | Mr.ズーキーパーの婚活動物園 Zookeeper                                   | ヴェノム                   |                                  | 佐藤晴男           |
| 2011 | ハングオーバー!! 史上最悪の二日酔い、国境を越える The Hangover: Part ll | レスリー・チャウ           |                                  | 岡野浩介           |
| 2011 | トランスフォーマー/ダークサイド・ムーン Transformers: Dark of the Moon  | ジェリー・ワン             |                                  | 丸山壮史           |
| 2011 | ザ・マペッツ The Muppets                                                | パンチ・ティーチャーの司会 | カメオ出演                       | TBA                |
| 2013 | ペイン&ゲイン 史上最低の一攫千金 Pain & Gain                            | ジョニー・ウー             |                                  | 田尻浩章           |
| 2013 | ハングオーバー!!! 最後の反省会 The Hangover Part lll                    | レスリー・チャウ           |                                  | 岡野浩介           |
| 2013 | エンド・オブ・ザ・アース Rapture-Palooza                                | 神                         |                                  | （吹き替え版なし） |
| 2013 | 怪盗グルーのミニオン危機一発 Despicable Me 2                            | フロイド・イーグル         | 声の出演                         | 山寺宏一           |
| 2013 | ターボ Turbo                                                            | キム・リー                 | 声の出演                         | 佐々木睦           |
| 2014 | ペンギンズ FROM マダガスカル ザ・ムービー Penguins of Madagascar        | ショート・ヒューズ         | 声の出演                         | 佐藤せつじ         |
| 2015 | アドバンテージ〜母がくれたもの Advantageous                             | ハン                       |                                  | （吹き替え版なし） |
| 2015 | THE DUFF/ダメ・ガールが最高の彼女になる方法 The DUFF                    | ミスター・アーサー         |                                  | （吹き替え版なし） |
| 2018 | クレイジー・リッチ! Crazy Rich Asians                                   | ゴー・ワイ・ムン           |                                  | 清水明彦           |
| 2018 | グースバンプス 呪われたハロウィーン Goosebumps 2: Haunted Halloween     | ミスター・チュー           |                                  | 宮﨑聡             |
| 2019 | みんなあつまれ! ワンダーパーク Wonder Park                              | クーパー                   | 声の出演                         | 堀総士郎           |
| 2019 | アベンジャーズ/エンドゲーム Avengers: Endgame                           | 警備員の男                 | カメオ出演 (ノンクレジット)      | TBA                |
| 2019 | ケン・チョンの幸せだよホー Ken Jeong: You Complete Me, Ho               | 本人役                     | Netflixオリジナル映画            | （吹き替え版なし） |
| 2020 | マイ・スパイ My Spy                                                     | キム                       |                                  | 斉藤隼一           |
| 2020 | 弱虫スクービーの大冒険 Scoob!                                           | ダイノマット               | 声の出演                         | 安元洋貴           |
| 2020 | フェイフェイと月の冒険 Over the Moon!                                   | ゴビ                       | Netflixオリジナル映画            | 水島裕             |
| 2021 | トムとジェリー Tom and Jerry                                            | ジャッキー                 |                                  | 千葉繁             |
| 2021 | フランメルズの大冒険 Extinct                                            | クラランス                 |                                  | 河本邦弘           |
| 2024 | マイ・スパイ2 永遠の都へ行く My Spy: The Eternal City                   | キム                       | Amazon Prime Videoオリジナル映画 | 斉藤隼一           |

### テレビ
| 年          | 邦題/原題                                                           | 役名                          | 備考                         | 吹き替え           |
| ----------- | ------------------------------------------------------------------- | ----------------------------- | ---------------------------- | ------------------ |
| 2003 - 2005 | マッドTV! MADtv                                                     | 複数の役                      | 4エピソード                  |                    |
| 2004        | 女検死医ジョーダン Crossing Jordan                                  | スティーヴ・チョイ            | 1エピソード                  |                    |
| 2005        | チャーリー・シーンのハーパー★ボーイズ Two and a Half Men            | 看護師                        | 1エピソード                  |                    |
| 2005        | ザ・オフィス The Office                                             | ビル                          | 1エピソード                  | （吹き替え版なし） |
| 2006        | アントラージュ★オレたちのハリウッド Entourage                       | コーヒーショップの店長        | 1エピソード                  |                    |
| 2007        | ザ・シールド ルール無用の警察バッジ The Shield                      | スキップ・オオサカ            | 1エピソード                  |                    |
| 2007        | ラリーのミッドライフ★クライシス Curb Your Enthusiasm                | 島の男1                       | 1エピソード                  |                    |
| 2007        | ボストン・リーガル Boston Legal                                     | マイロン・オオクボ            | 1エピソード                  |                    |
| 2009        | MOACA/も～アカンな男たち Men of a Certain Age                       | クオ                          | 1エピソード                  |                    |
| 2009 - 2011 | アメリカン・ダッド American Dad!                                    | パールミュッター / ジョンソン | 3エピソード                  |                    |
| 2009 - 2015 | コミ・カレ!! Community                                              | ベン・チャン                  | メインキャスト 109エピソード |                    |
| 2013        | カンフー・パンダ ザ・シリーズ Kung Fu Panda: Legends of Awesomeness | ウー                          | 声の出演 2エピソード         | TBA                |
| 2015        | Glee/グリー Glee                                                    | ピアース・ピアース            | 2エピソード                  |                    |
| 2018-2019   | 私立探偵マグナム Magnum P.I.                                        | ルーサー・ギリス              | 2エピソード                  |                    |
| 2021        | ステージド2 俺たちの舞台、アメリカ上陸!?                            | 本人役                        | ゲスト                       | 佐藤せつじ         |